# Sapporo-Schneefestival

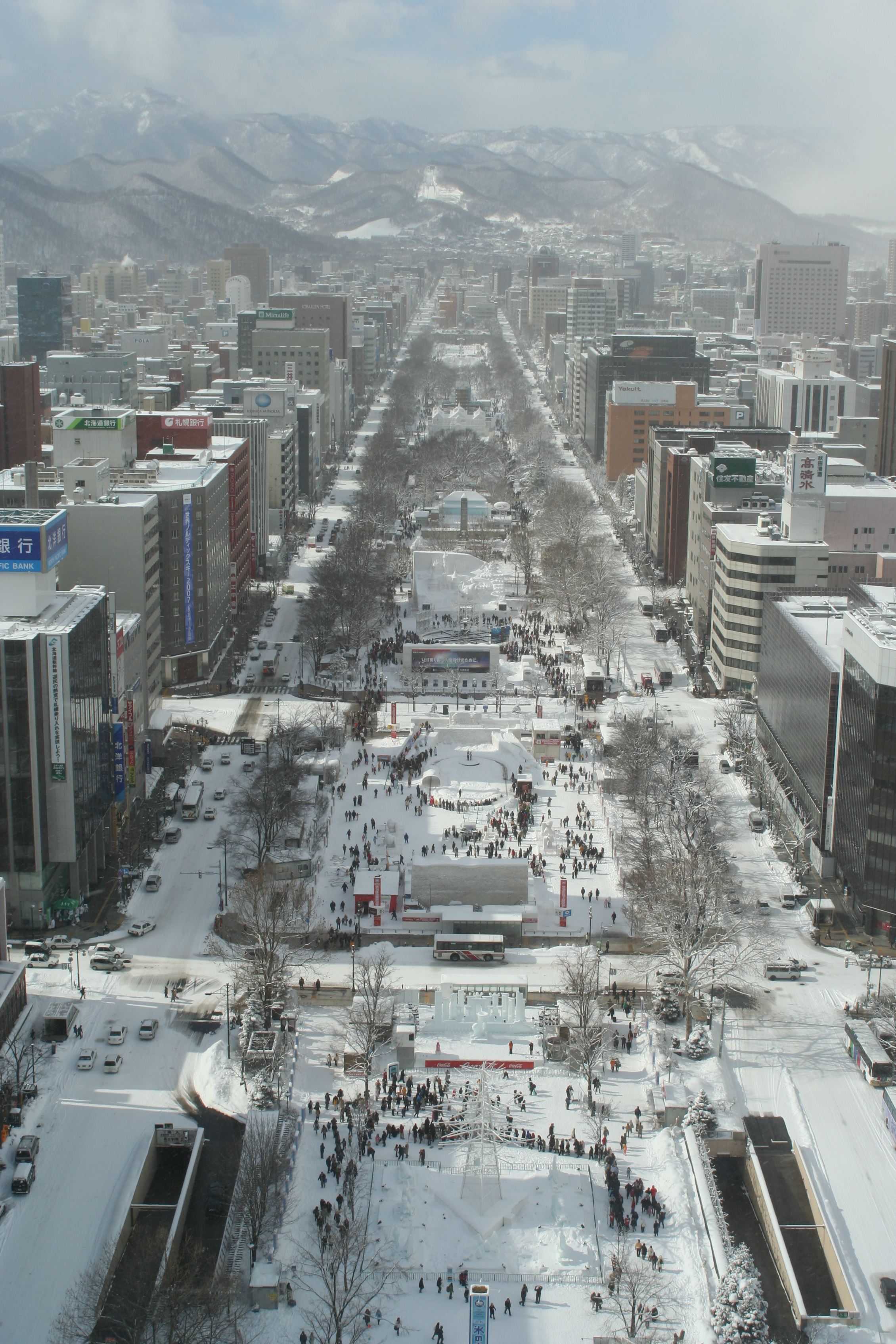
Sapporo-Schneefestival im Ōdōri-Park im Jahr 2007, vom Fernsehturm aus gesehen

Das Sapporo-Schneefestival (jap. さっぽろ雪まつり, Sapporo Yuki-matsuri; engl. Sapporo Snow Festival) ist eine in der japanischen Stadt Sapporo durchgeführte Veranstaltung. Sie wird von der Herstellung winterlicher Skulpturen meist aus Schnee oder Eis dominiert. Künstler aus aller Welt kommen für eine Woche in die Hauptstadt der Präfektur Hokkaidō und gestalten auf vorbereiteten öffentlichen Plätzen unter „den Augen“ interessierter Menschen vergängliche Kunstwerke. Als olympische Veranstaltung wurde das Festival anlässlich der 1972 hier durchgeführten Olympischen Winterspiele etabliert. Seinen Ursprung hat das Fest im Jahr 1949.

## Geschichte
Erster Veranstaltungsort war der Ōdōri-Park im Zentrum Sapporos, der sich zwischen Häuserzeilen auf einer Länge von 1,5 km erstreckt (Ōdōri bedeutet „lange Straße“). An dieser Stelle hatten japanische Schüler und Studenten im Jahr 1949 erstmals sechs größere Skulpturen aus Schnee errichtet. Zugleich fanden an den beiden Tagen Schneeballschlachten und fröhliche Karnevalstreffs statt. Rund 50.000 Personen besuchten das erste Schneefest. Die Erzählungen der Teilnehmer und Besucher des Parks sorgten dafür, dass das Festival bald überregional bekannt wurde und immer mehr Besucher und Teilnehmer in seinen Bann zog. Im Jahr 1953 erregte eine 15 Meter hohe kunstvoll ausgeführte Schneeskulptur Ascension (englisch für 昇天 shōten, deutsch ‚Himmelfahrt‘) das Interesse aller Besucher. Diese führte wiederum dazu, dass ab dem Folgejahr regelrechte Wettkämpfe ausgetragen wurden, wer denn die höchste oder schönste Figur schaffen würde. Daran beteiligten sich 1955 beispielsweise auch die japanischen Selbstverteidigungsstreitkräfte, die ihre Teilnahme als Übung verstanden. Seitdem machen die Soldaten regelmäßig vor allem bei den Vorbereitungsarbeiten mit: sie helfen, die vielen Tonnen Schnee in den Ort zu transportieren. Aus Anlass des zehnjährigen Jubiläums des Schneefestivals im Jahr 1959 meldeten sich bereits 2500 Künstler an, um sich gegenseitig zu messen. Ab diesem Jahr berichteten auch erstmals Rundfunk- und Fernsehsender von dem Festival, worauf der Besucherstrom stetig zunahm. Touristen von der Hauptinsel Honshū, aber auch aus anderen Landesgegenden und dem Ausland trugen das Festivalerlebnis weiter „in die Welt“.
Im Jahr 1965 nahmen die Organisatoren einen zweiten, größeren Veranstaltungsbereich in Betrieb, den Makomanai-Park. Nun wurde ein erster internationaler Wettbewerb um die schönste Skulptur organisiert. Endgültig in den Wintersport-Veranstaltungen etablierte sich das Sapporo-Schneefestival, als es im Jahr 1972 in das Rahmenprogramm der Olympischen Winterspiele aufgenommen wurde, unter der Kategorie Kunst. Nach 1974 fanden in Partnerstädten Sapporos wie München oder Shenyang zeitgleich ebenfalls Schneefestivals statt und so weitete sich das Event zu einem bedeutenden internationalen Ereignis aus.
Um allen Besuchern und Teilnehmern noch mehr Platz bieten zu können, nahmen die Organisatoren im Jahr 1983 einen dritten Veranstaltungsort hinzu, Susukino, den Rotlichtbezirk von Sapporo. Die Skulpturen werden seitdem auch farbig beleuchtet, Musik spielt dazu (täglich bis 22 Uhr) und die Dauer des Festivals wurde auf eine komplette Woche verlängert. Neben dem schneekünstlerischen Schaffen entwickelten sich auch Volksfeste mit Rummel, Imbissangeboten sowie kleine Wintersportevents für Jedermann.

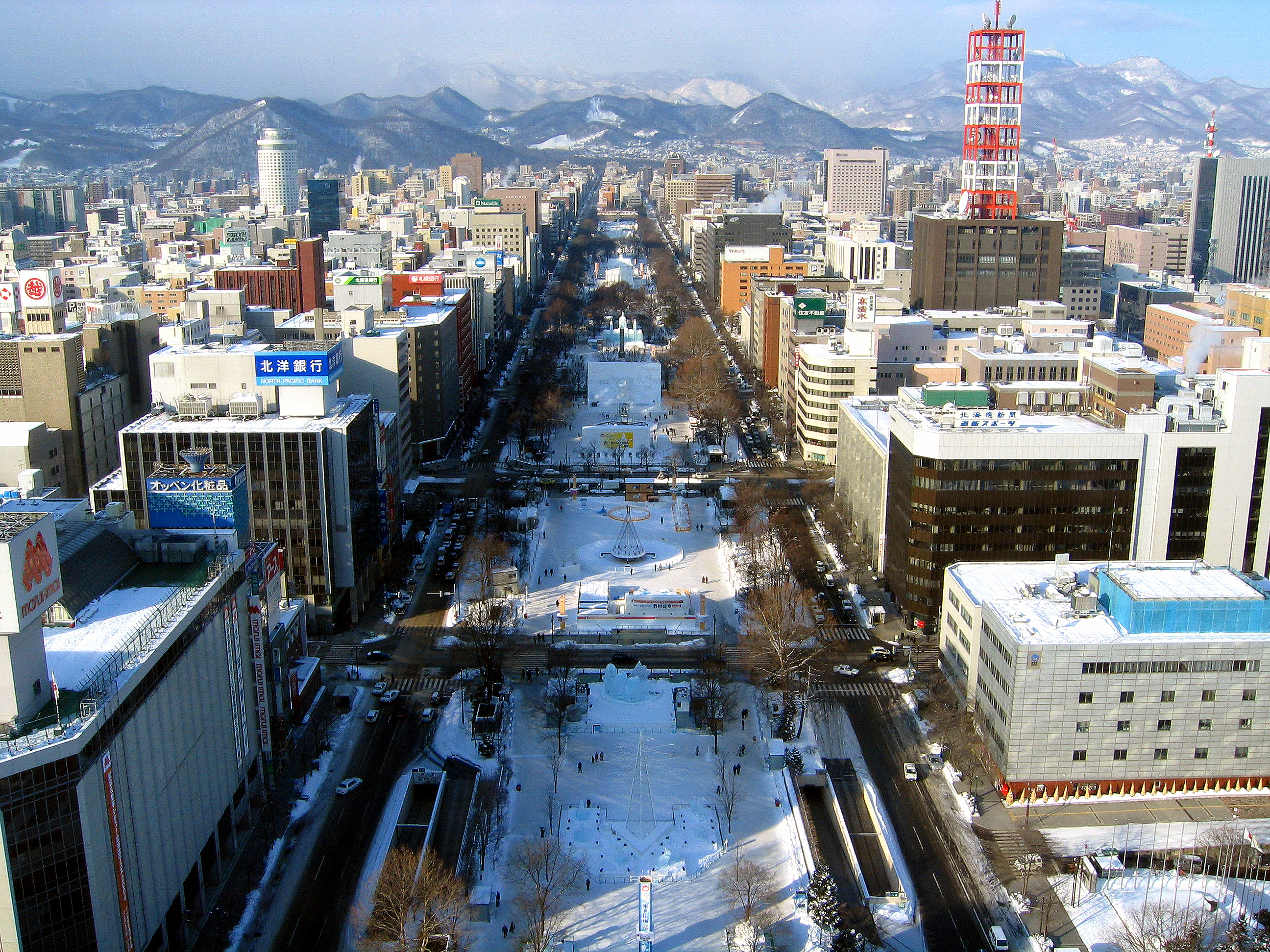
Schneefestival im Jahr 2004

Der erste Veranstaltungsort, der Ōdōri-Park, musste im Jahr 2005 kurzfristig geschlossen werden, an seine Stelle trat Sapporo Satoland. Der Tsu Dome kam im Jahr 2009 als weiterer Austragungsort hinzu – aktuell (im Herbst 2019) sind wieder die drei Orte Ōdōri-Park, Susukino und Tsu Dome für das Festival vorgesehen. Jährlich kommen rund zwei Millionen Besucher zum Sapporo-Schnefestival und die Veranstalter sehen kein Ende der Entwicklung. Susukino gilt als Standort der Eisskulpturen. Zur Bewältigung der Touristenströme zu der Veranstaltung wurde der benachbarte New Chitose Airport ausgebaut und JR Hokkaido bietet einen Schnellzug (Rapid Airport Train) von dort ins Stadtzentrum von Sapporo an.

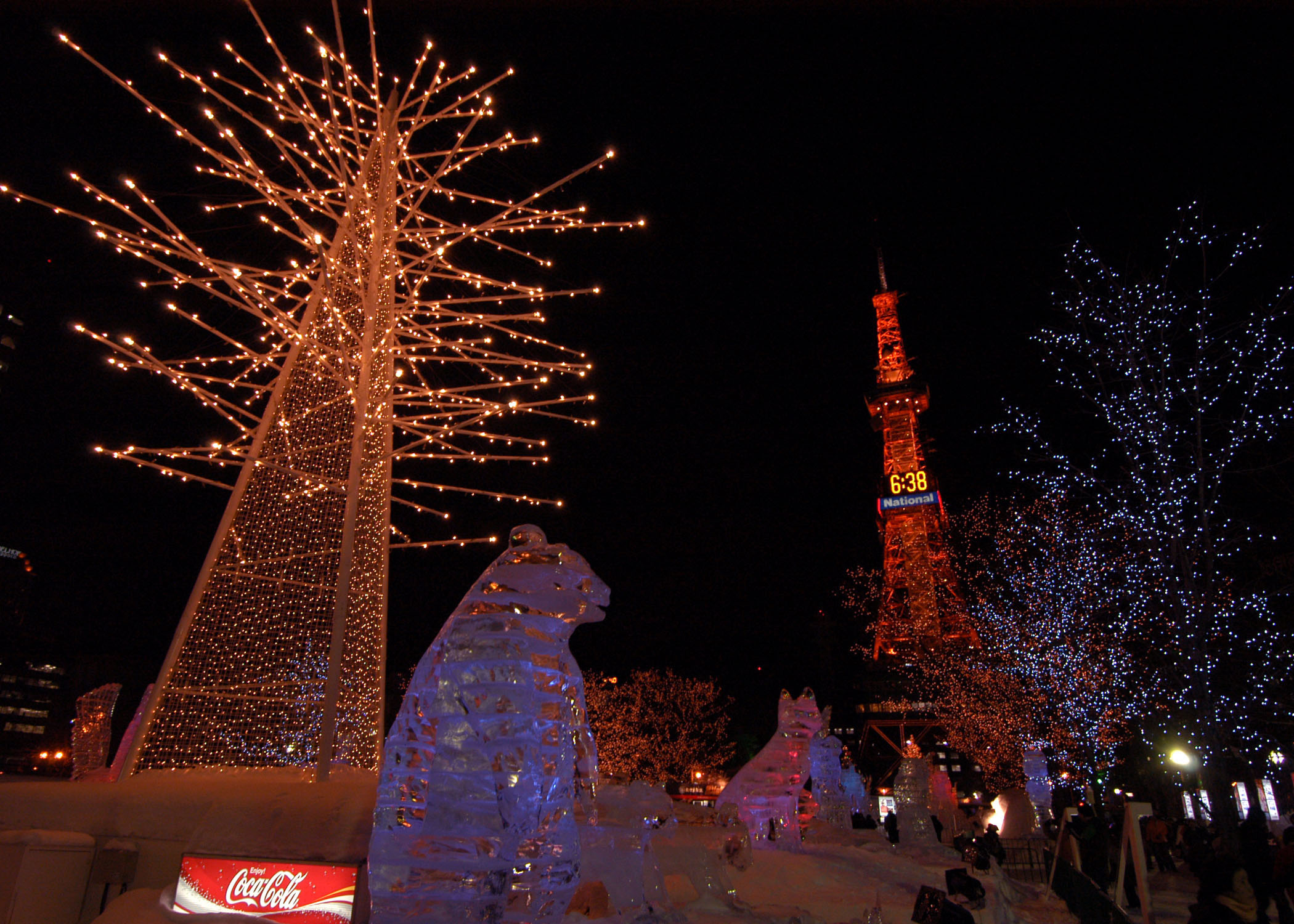
Illuminierte Bäume und Eisskulpturen an den Straßen während des Schneefestivals, 2006

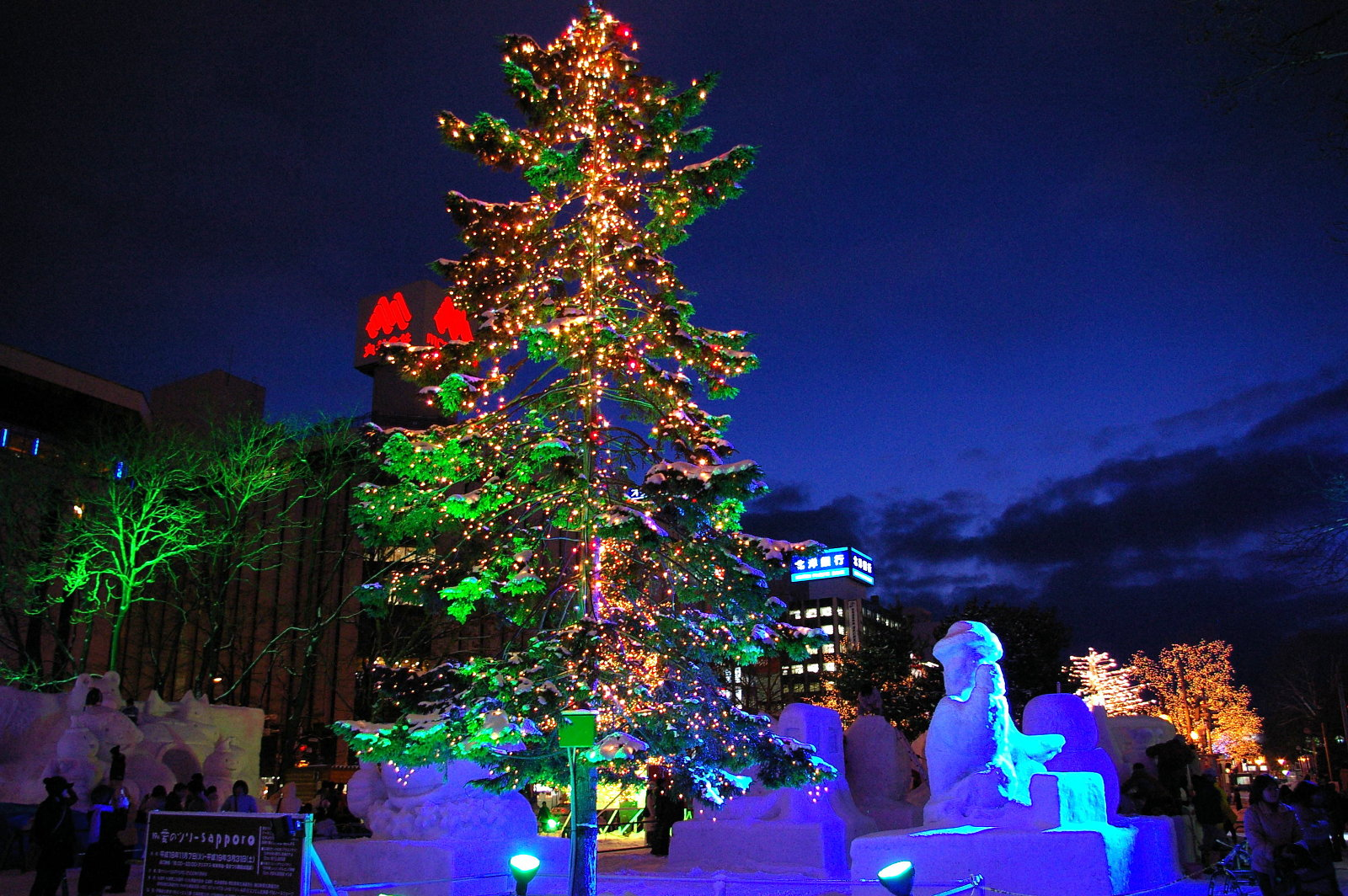
Sapporo-Schneefestival, 2007

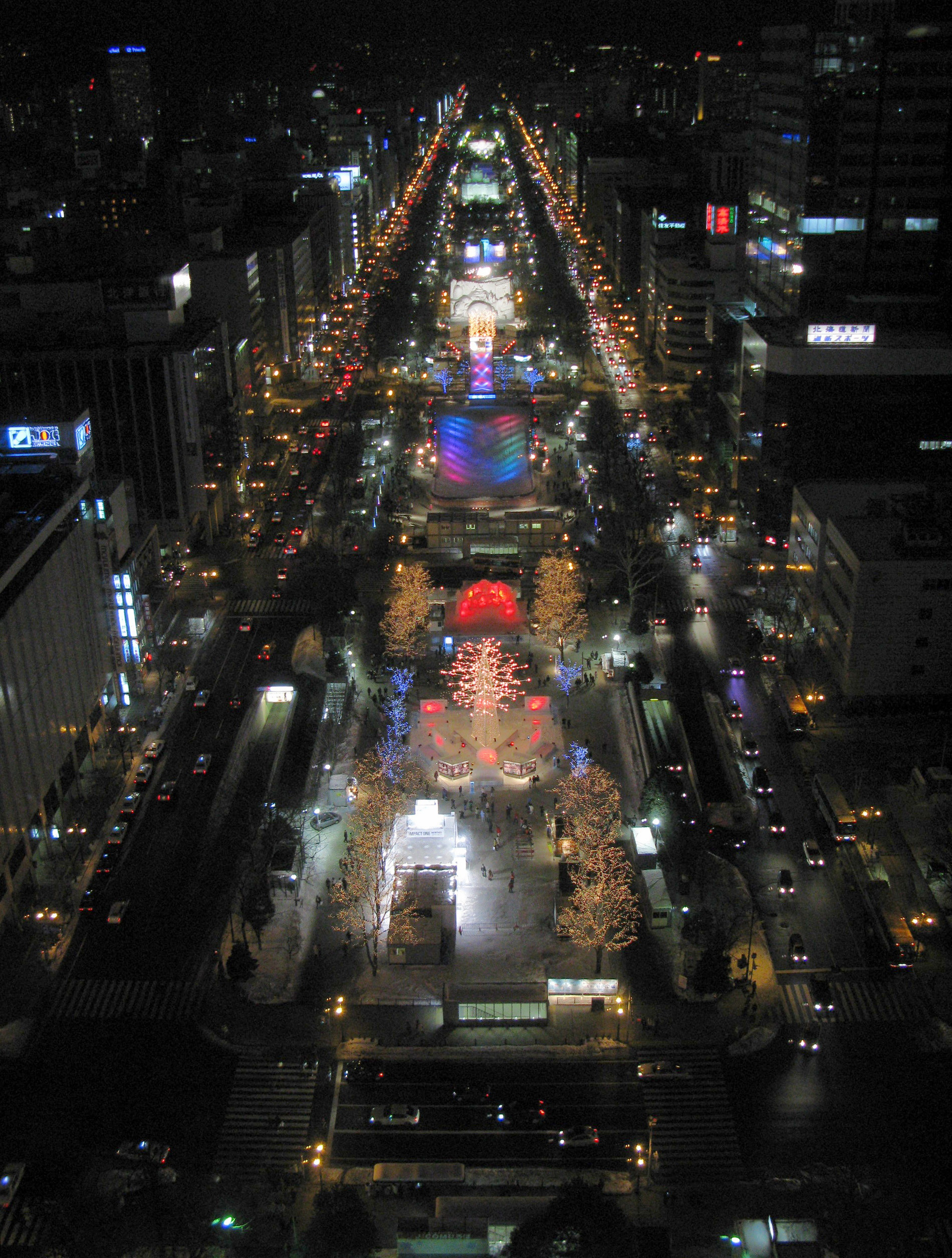
Odori-Park während des Schneefestivals 2010, Nachtpanorama

Das 71. Sapporo-Schneefestival fand im Zeitraum vom 4. bis 11. Februar 2020 statt und sah sich aufgrund der beginnenden COVID-19-Pandemie mit harscher Kritik konfrontiert. Zunehmende internationale Reisebeschränkungen ließen zudem die Besucherzahlen im Vergleich zum Vorjahr um rund 710.000 auf etwa 2,02 Millionen sinken. 2021 musste das Schneefestival aufgrund der anhaltenden Pandemie vollständig abgesagt werden. Als Alternative entschied sich die Stadt, vom 4. bis 28. Februar 2021 ein „Online Sapporo Snow Festival“ auf einer eigens eingerichteten Internetpräsenz zu organisieren. Im Fokus stehen hierbei insbesondere ein Fotowettbewerb zum Thema „Schnee in Hokkaidō und Sapporo“, Fotoberichte zum Bau diverser Schneestatuen, historische Videozusammenschnitte und Fotos vergangener Schneefestivals sowie diverse Kollaborationen mit lokalen Firmen und Organisationen.
An mehreren Orten in anderen Ländern gibt es gleichartige Winter-Kulturevents: das Harbiner Internationale Eis- und Schneefest oder den Karneval von Québec (bereits seit 1896). Als älteste Schneeskulpturen-Veranstaltung der Welt gilt das Saint Paul Winter Carnival in den USA, das 1886 erstmals nachgewiesen ist.

## Beschreibung
In den ersten Jahren verwendeten die teilnehmenden Künstler den Naturschnee, der in Sapporo verfügbar war. Bei der schrittweisen Erweiterung der Veranstaltung musste zusätzlich Schnee aus höheren Lagen auf Lkw herangeschafft werden. Um ein kompaktes „Baumaterial“ zu bekommen, wurde der abgekippte Schnee vor Ort auch durch die Lkw festgefahren. So konnten dann Schneeplatten abgestochen werden und sorgten für eine bessere Handhabung und Stabilität der Kunstwerke. Manchmal erhielten diese auch einen festen Kern aus Metall oder Kunststoff.
Mit der sprunghaften Erweiterung der Veranstaltung und der Entwicklung von Schneekanonen stand den Teilnehmern auch bald künstlich erzeugter Schnee zur Verfügung. Dieser konnte durch geeignete chemische Zusätze dem Verwendungszweck und der längeren Haltbarkeit entsprechend angepasst werden. Inzwischen werden fast alle Skulpturen aus einem einzigen Schneeblock hergestellt, der durchschnittlich 20 bis 30 Tonnen wiegt und deren Seitenlängen zwischen 1,80 und 4,5 m betragen. Daran arbeiten die Künstler mit Beilen, Sägen oder Schaufeln nach ihren Vorlagen und tragen das Material gefühlvoll ab. Nachts ruht die Arbeit.
Es gibt keine Themenvorgabe, die Gestaltung wird komplett den Teilnehmern überlassen. Häufig werden ländertypische historische oder aktuelle Bauwerke möglichst originalgetreu ausgeführt, es werden technische Geräte „nachgebaut“, Objekte aus der Natur geformt, Personen dargestellt oder es entstehen Fantasieskulpturen. Im Februar 2019 gab es zirka ein Dutzend großer Eispaläste und Kunstwerke sowie hunderte kleinere Werke von diversen Gruppen. Alle bisherigen Skulpturen sind auf der Archivseite des Snow-Komitees abgebildet: Die verfügbaren Flächen für die Bauten werden unter den Bewerbern verlost. Es werden jeweils drei erste Preise vergeben, wobei die Auswahlkriterien nicht ganz klar erkennbar sind.